# نيل فلمنج
نيل فلمنج (بالإنجليزية: Neil D. Fleming)‏ هو مدرس نيوزيلندي، ولد في 1939.